# Bosc-Hyons
Bosc-Hyons is een gemeente in het Franse departement Seine-Maritime (regio Normandië) en telt 311 inwoners (1999). De plaats maakt deel uit van het arrondissement Dieppe.

## Geografie
De oppervlakte van Bosc-Hyons bedraagt 5,6 km², de bevolkingsdichtheid is 55,5 inwoners per km².
De onderstaande kaart toont de ligging van Bosc-Hyons met de belangrijkste infrastructuur en aangrenzende gemeenten.

## Demografie
Onderstaande figuur toont het verloop van het inwonertal (bron: INSEE-tellingen).